# Druivencross
Der Druivencross ist ein belgisches Cyclocrossrennen, das in Overijse ausgetragen wird. Seinen Namen hat es von den dort gezüchteten Tafeltrauben (siehe auch Druivenstreek).

## Geschichte
Das Rennen besteht seit 1960. Damit ist es nach dem Noordzeecross das älteste noch bestehende Querfeldeinrennen in Belgien, hat aber mehr Austragungen aufzuweisen. Diesem Umstand verdankt es den Beinamen Mutter aller Crossen.
Der Parcours liegt auf den Hängen am rechten Ufer der IJse unmittelbar südlich des Ortskerns. Die Höhenunterschiede sowie der moddrige Untergrund machen das Rennen sehr schwer. Ins Leben gerufen wurde der Druivencross von den Sportvrienden Overijse, die auch im Sommer das Straßenrennen Druivenkoers organisieren. In den 1970er und 1980er Jahren wurde der Druivencross zweimal pro Saison durchgeführt, je einmal im alten und im neuen Jahr. 1975 gab es gar zwei Ausgaben im November, da Overijse im Januar 1976 die belgischen Meisterschaften organisierte, wie auch 1965, 1983, 1990 und 1996.
In der Saison 1982/1983 war der Druivencross Gründungsmitglied der Superprestige-Serie. Allerdings zählte in jedem Jahr nur eine der beiden Durchführungen für die Serie. Seit der Saison 1988/89 wird das Rennen nur noch einmal pro Saison durchgeführt, meist Mitte Dezember. 2001 verließ der Druivencross die Superprestige-Serie und bestand lange Zeit als losse cross, also als unabhängiges Rennen. Im selben Jahr wurde auch erstmals ein Frauenrennen durchgeführt.
Für Schlagzeilen sorgte die Austragung von 2005, die Bart Wellens gewonnen hatte. Während des Rennens war er fortwährend durch einen Zuschauer provoziert worden, der ihn mit Dreck und Bier bewarf, und hatte sich schließlich mit einem Tritt gerächt. Die Rennjury beließ ihm zunächst den Sieg, der Weltverband UCI revidierte dies und disqualifizierte ihn nachträglich.
2020 gingen die Organisatoren eine Zusammenarbeit mit Flanders Classics ein, um den finanziellen Fortbestand des Rennens zu sichern. Flanders Classics hatte sowohl den Cyclocross-Weltcup als auch die Superprestige-Serie übernommen. Laut Absprache mit Flanders Classics soll der Druivencross jedes Jahr in einer der beiden Serien auftreten. So stand er von 2020 bis 2022 im Weltcup, 2023 hingegen im Superprestige. Damit einher ging ein unsteter Termin im Kalender.
2022 wurde der Parcours infolge städtebaulicher Maßnahmen der Gemeinde Overijse stark verändert. Einige Elemente werden nun in umgekehrter Richtung befahren, und die Start-/Ziellinie verlagerte sich vom Begijnhof auf den Terhulpensesteenweg.
Rekordsieger bei den Männern ist Roland Liboton, der nicht weniger als 15 Mal gewann. Seine Teilnahmen fielen allerdings in die Zeit, als das Rennen zweimal pro Jahr organisiert wurde. Bei den Frauen siegte Daphny van den Brand mit viermal am häufigsten. Zwischen 2013 und 2023 kannte das Frauenrennen jedes Mal eine andere Siegerin.

## Siegerliste

### Männer
- 1960:  Pierre Kumps
- 1961:  Roger De Clercq
- 1962:  Pierre Kumps
- 1963:  Roger De Clercq
- 1964:  Roger De Clercq
- 1965:  Erik De Vlaeminck
- 1966:  Erik De Vlaeminck
- 1967:  Erik De Vlaeminck
- 1968 (Nov):  Erik De Vlaeminck
- 1969 (Jan):  Roger De Vlaeminck
- 1970 (Jan):  Roger De Vlaeminck
- 1971 (Jan):  Erik De Vlaeminck
- 1971 (Okt):  Erik De Vlaeminck
- 1972 (Jan):  Albert Van Damme
- 1972 (Okt):  Erik De Vlaeminck
- 1973 (Jan):  Roger De Vlaeminck
- 1974 (Jan):  Norbert Dedeckere
- 1974 (Nov):  Roger De Vlaeminck
- 1975 (Jan):  Roger De Vlaeminck
- 1975 (2. Nov):  Norbert Dedeckere
- 1975 (29. Nov):  Roger De Vlaeminck
- 1976 (Nov):  Erik De Vlaeminck
- 1977 (Jan):  Erik De Vlaeminck
- 1977 (Nov):  Roger De Vlaeminck
- 1978 (Jan):  Roland Liboton
- 1978 (Nov):  Jan Teugels
- 1979 (Jan):  Jan Teugels
- 1979 (Nov):  Robert Vermeire
- 1980 (Jan):  Roland Liboton
- 1980 (Nov):  Roland Liboton
- 1981 (Jan):  Roland Liboton
- 1981 (Nov):  Roland Liboton
- 1982 (Jan):  Roland Liboton
- 1982 (Nov):  Roland Liboton
- 1983 (Jan):  Roland Liboton
- 1983 (Dez):  Roland Liboton
- 1984 (Jan):  Roland Liboton
- 1984 (Dez):  Roland Liboton
- 1985 (Jan):  Hennie Stamsnijder
- 1985 (Dez):  Roland Liboton
- 1986 (Jan):  Roland Liboton
- 1986 (Dez):  Hennie Stamsnijder
- 1987 (Jan):  Roland Liboton
- 1987 (Dez):  Roland Liboton
- 1988 (Jan):  Hennie Stamsnijder
- 1988 (Dez):  Danny De Bie
- 1989:  Christian Hautekeete
- 1990:  Danny De Bie
- 1991:  Thomas Frischknecht
- 1992:  Daniele Pontoni
- 1993:  Daniele Pontoni
- 1994:  Adrie van der Poel
- 1995:  Luca Bramati
- 1996:  Luca Bramati
- 1997:  Richard Groenendaal
- 1998:  Erwin Vervecken
- 1999:  Richard Groenendaal
- 2000:  Erwin Vervecken
- 2001:  Tom Vannoppen
- 2002:  Bart Wellens
- 2003:  Bart Wellens
- 2004:  Sven Nys
- 2005:  Lars Boom
- 2006:  Sven Nys
- 2007:  Klaas Vantornout
- 2008:  Kevin Pauwels
- 2009:  Niels Albert
- 2010:  Sven Nys
- 2011:  Sven Nys
- 2012:  Sven Nys
- 2013:  Sven Nys
- 2014:  Tom Meeusen
- 2015:  Mathieu van der Poel
- 2016:  Mathieu van der Poel
- 2017:  Mathieu van der Poel
- 2018:  Toon Aerts
- 2019:  Mathieu van der Poel
- 2021 (Jan):  Wout van Aert
- 2021 (Okt):  Eli Iserbyt
- 2022:  Michael Vanthourenhout
- 2023:  Eli Iserbyt
- 2024:  Thibau Nys

### Frauen
- 2001:  Daphny van den Brand
- 2002:  Laurence Leboucher
- 2003:  Hilde Quintens
- 2004:  Daphny van den Brand
- 2005:  Daphny van den Brand
- 2006:  Daphny van den Brand
- 2007:  Stephanie Pohl
- 2008–2010: nicht ausgetragen
- 2011:  Katherine Compton
- 2012:  Katherine Compton
- 2013:  Katherine Compton
- 2014:  Sanne Cant
- 2015:  Jolien Verschueren
- 2016:  Sophie de Boer
- 2017:  Pauline Ferrand-Prévot
- 2018:  Lucinda Brand
- 2019:  Annemarie Worst
- 2021 (Jan):  Ceylin del Carmen Alvarado
- 2021 (Okt):  Kata Blanka Vas
- 2022:  Puck Pieterse
- 2023:  Fem van Empel
- 2024:  Lucinda Brand